# 1501
Portal Geschichte | Portal Biografien | Aktuelle Ereignisse | Jahreskalender | Tagesartikel

◄ |
15. Jahrhundert |
16. Jahrhundert
| 17. Jahrhundert | ►

◄ |
1470er |
1480er |
1490er |
1500er
| 1510er | 1520er | 1530er | ►

◄◄ |
◄ |
1497 |
1498 |
1499 |
1500 |
1501
| 1502 | 1503 | 1504 | 1505 | ► | ►►
Staatsoberhäupter  · Nekrolog · Kunstjahr · Literaturjahr · Musikjahr   · Wissenschaftsjahr
| Januar | Januar | Januar | Januar | Januar | Januar | Januar | Januar |
| Kw     | Mo     | Di     | Mi     | Do     | Fr     | Sa     | So     |
| ------ | ------ | ------ | ------ | ------ | ------ | ------ | ------ |
| 53     |        |        |        |        | 1      | 2      | 3      |
| 1      | 4      | 5      | 6      | 7      | 8      | 9      | 10     |
| 2      | 11     | 12     | 13     | 14     | 15     | 16     | 17     |
| 3      | 18     | 19     | 20     | 21     | 22     | 23     | 24     |
| 4      | 25     | 26     | 27     | 28     | 29     | 30     | 31     |

| Februar | Februar | Februar | Februar | Februar | Februar | Februar | Februar |
| Kw      | Mo      | Di      | Mi      | Do      | Fr      | Sa      | So      |
| ------- | ------- | ------- | ------- | ------- | ------- | ------- | ------- |
| 5       | 1       | 2       | 3       | 4       | 5       | 6       | 7       |
| 6       | 8       | 9       | 10      | 11      | 12      | 13      | 14      |
| 7       | 15      | 16      | 17      | 18      | 19      | 20      | 21      |
| 8       | 22      | 23      | 24      | 25      | 26      | 27      | 28      |

| März | März | März | März | März | März | März | März |
| Kw   | Mo   | Di   | Mi   | Do   | Fr   | Sa   | So   |
| ---- | ---- | ---- | ---- | ---- | ---- | ---- | ---- |
| 9    | 1    | 2    | 3    | 4    | 5    | 6    | 7    |
| 10   | 8    | 9    | 10   | 11   | 12   | 13   | 14   |
| 11   | 15   | 16   | 17   | 18   | 19   | 20   | 21   |
| 12   | 22   | 23   | 24   | 25   | 26   | 27   | 28   |
| 13   | 29   | 30   | 31   |      |      |      |      |

| April | April | April | April | April | April | April | April |
| Kw    | Mo    | Di    | Mi    | Do    | Fr    | Sa    | So    |
| ----- | ----- | ----- | ----- | ----- | ----- | ----- | ----- |
| 13    |       |       |       | 1     | 2     | 3     | 4     |
| 14    | 5     | 6     | 7     | 8     | 9     | 10    | 11    |
| 15    | 12    | 13    | 14    | 15    | 16    | 17    | 18    |
| 16    | 19    | 20    | 21    | 22    | 23    | 24    | 25    |
| 17    | 26    | 27    | 28    | 29    | 30    |       |       |

| Mai | Mai | Mai | Mai | Mai | Mai | Mai | Mai |
| Kw  | Mo  | Di  | Mi  | Do  | Fr  | Sa  | So  |
| --- | --- | --- | --- | --- | --- | --- | --- |
| 17  |     |     |     |     |     | 1   | 2   |
| 18  | 3   | 4   | 5   | 6   | 7   | 8   | 9   |
| 19  | 10  | 11  | 12  | 13  | 14  | 15  | 16  |
| 20  | 17  | 18  | 19  | 20  | 21  | 22  | 23  |
| 21  | 24  | 25  | 26  | 27  | 28  | 29  | 30  |
| 22  | 31  |     |     |     |     |     |     |

| Juni | Juni | Juni | Juni | Juni | Juni | Juni | Juni |
| Kw   | Mo   | Di   | Mi   | Do   | Fr   | Sa   | So   |
| ---- | ---- | ---- | ---- | ---- | ---- | ---- | ---- |
| 22   |      | 1    | 2    | 3    | 4    | 5    | 6    |
| 23   | 7    | 8    | 9    | 10   | 11   | 12   | 13   |
| 24   | 14   | 15   | 16   | 17   | 18   | 19   | 20   |
| 25   | 21   | 22   | 23   | 24   | 25   | 26   | 27   |
| 26   | 28   | 29   | 30   |      |      |      |      |

| Juli | Juli | Juli | Juli | Juli | Juli | Juli | Juli |
| Kw   | Mo   | Di   | Mi   | Do   | Fr   | Sa   | So   |
| ---- | ---- | ---- | ---- | ---- | ---- | ---- | ---- |
| 26   |      |      |      | 1    | 2    | 3    | 4    |
| 27   | 5    | 6    | 7    | 8    | 9    | 10   | 11   |
| 28   | 12   | 13   | 14   | 15   | 16   | 17   | 18   |
| 29   | 19   | 20   | 21   | 22   | 23   | 24   | 25   |
| 30   | 26   | 27   | 28   | 29   | 30   | 31   |      |

| August | August | August | August | August | August | August | August |
| Kw     | Mo     | Di     | Mi     | Do     | Fr     | Sa     | So     |
| ------ | ------ | ------ | ------ | ------ | ------ | ------ | ------ |
| 30     |        |        |        |        |        |        | 1      |
| 31     | 2      | 3      | 4      | 5      | 6      | 7      | 8      |
| 32     | 9      | 10     | 11     | 12     | 13     | 14     | 15     |
| 33     | 16     | 17     | 18     | 19     | 20     | 21     | 22     |
| 34     | 23     | 24     | 25     | 26     | 27     | 28     | 29     |
| 35     | 30     | 31     |        |        |        |        |        |

| September | September | September | September | September | September | September | September |
| Kw        | Mo        | Di        | Mi        | Do        | Fr        | Sa        | So        |
| --------- | --------- | --------- | --------- | --------- | --------- | --------- | --------- |
| 35        |           |           | 1         | 2         | 3         | 4         | 5         |
| 36        | 6         | 7         | 8         | 9         | 10        | 11        | 12        |
| 37        | 13        | 14        | 15        | 16        | 17        | 18        | 19        |
| 38        | 20        | 21        | 22        | 23        | 24        | 25        | 26        |
| 39        | 27        | 28        | 29        | 30        |           |           |           |

| Oktober | Oktober | Oktober | Oktober | Oktober | Oktober | Oktober | Oktober |
| Kw      | Mo      | Di      | Mi      | Do      | Fr      | Sa      | So      |
| ------- | ------- | ------- | ------- | ------- | ------- | ------- | ------- |
| 39      |         |         |         |         | 1       | 2       | 3       |
| 40      | 4       | 5       | 6       | 7       | 8       | 9       | 10      |
| 41      | 11      | 12      | 13      | 14      | 15      | 16      | 17      |
| 42      | 18      | 19      | 20      | 21      | 22      | 23      | 24      |
| 43      | 25      | 26      | 27      | 28      | 29      | 30      | 31      |

| November | November | November | November | November | November | November | November |
| Kw       | Mo       | Di       | Mi       | Do       | Fr       | Sa       | So       |
| -------- | -------- | -------- | -------- | -------- | -------- | -------- | -------- |
| 44       | 1        | 2        | 3        | 4        | 5        | 6        | 7        |
| 45       | 8        | 9        | 10       | 11       | 12       | 13       | 14       |
| 46       | 15       | 16       | 17       | 18       | 19       | 20       | 21       |
| 47       | 22       | 23       | 24       | 25       | 26       | 27       | 28       |
| 48       | 29       | 30       |          |          |          |          |          |

| Dezember | Dezember | Dezember | Dezember | Dezember | Dezember | Dezember | Dezember |
| Kw       | Mo       | Di       | Mi       | Do       | Fr       | Sa       | So       |
| -------- | -------- | -------- | -------- | -------- | -------- | -------- | -------- |
| 48       |          |          | 1        | 2        | 3        | 4        | 5        |
| 49       | 6        | 7        | 8        | 9        | 10       | 11       | 12       |
| 50       | 13       | 14       | 15       | 16       | 17       | 18       | 19       |
| 51       | 20       | 21       | 22       | 23       | 24       | 25       | 26       |
| 52       | 27       | 28       | 29       | 30       | 31       |          |          |

| Januar | Januar | Januar | Januar | Januar | Januar | Januar | Januar |
| Kw     | Mo     | Di     | Mi     | Do     | Fr     | Sa     | So     |
| ------ | ------ | ------ | ------ | ------ | ------ | ------ | ------ |
| 53     |        |        |        |        | 1      | 2      | 3      |
| 1      | 4      | 5      | 6      | 7      | 8      | 9      | 10     |
| 2      | 11     | 12     | 13     | 14     | 15     | 16     | 17     |
| 3      | 18     | 19     | 20     | 21     | 22     | 23     | 24     |
| 4      | 25     | 26     | 27     | 28     | 29     | 30     | 31     |

| Februar | Februar | Februar | Februar | Februar | Februar | Februar | Februar |
| Kw      | Mo      | Di      | Mi      | Do      | Fr      | Sa      | So      |
| ------- | ------- | ------- | ------- | ------- | ------- | ------- | ------- |
| 5       | 1       | 2       | 3       | 4       | 5       | 6       | 7       |
| 6       | 8       | 9       | 10      | 11      | 12      | 13      | 14      |
| 7       | 15      | 16      | 17      | 18      | 19      | 20      | 21      |
| 8       | 22      | 23      | 24      | 25      | 26      | 27      | 28      |

| März | März | März | März | März | März | März | März |
| Kw   | Mo   | Di   | Mi   | Do   | Fr   | Sa   | So   |
| ---- | ---- | ---- | ---- | ---- | ---- | ---- | ---- |
| 9    | 1    | 2    | 3    | 4    | 5    | 6    | 7    |
| 10   | 8    | 9    | 10   | 11   | 12   | 13   | 14   |
| 11   | 15   | 16   | 17   | 18   | 19   | 20   | 21   |
| 12   | 22   | 23   | 24   | 25   | 26   | 27   | 28   |
| 13   | 29   | 30   | 31   |      |      |      |      |

| April | April | April | April | April | April | April | April |
| Kw    | Mo    | Di    | Mi    | Do    | Fr    | Sa    | So    |
| ----- | ----- | ----- | ----- | ----- | ----- | ----- | ----- |
| 13    |       |       |       | 1     | 2     | 3     | 4     |
| 14    | 5     | 6     | 7     | 8     | 9     | 10    | 11    |
| 15    | 12    | 13    | 14    | 15    | 16    | 17    | 18    |
| 16    | 19    | 20    | 21    | 22    | 23    | 24    | 25    |
| 17    | 26    | 27    | 28    | 29    | 30    |       |       |

| Mai | Mai | Mai | Mai | Mai | Mai | Mai | Mai |
| Kw  | Mo  | Di  | Mi  | Do  | Fr  | Sa  | So  |
| --- | --- | --- | --- | --- | --- | --- | --- |
| 17  |     |     |     |     |     | 1   | 2   |
| 18  | 3   | 4   | 5   | 6   | 7   | 8   | 9   |
| 19  | 10  | 11  | 12  | 13  | 14  | 15  | 16  |
| 20  | 17  | 18  | 19  | 20  | 21  | 22  | 23  |
| 21  | 24  | 25  | 26  | 27  | 28  | 29  | 30  |
| 22  | 31  |     |     |     |     |     |     |

| Juni | Juni | Juni | Juni | Juni | Juni | Juni | Juni |
| Kw   | Mo   | Di   | Mi   | Do   | Fr   | Sa   | So   |
| ---- | ---- | ---- | ---- | ---- | ---- | ---- | ---- |
| 22   |      | 1    | 2    | 3    | 4    | 5    | 6    |
| 23   | 7    | 8    | 9    | 10   | 11   | 12   | 13   |
| 24   | 14   | 15   | 16   | 17   | 18   | 19   | 20   |
| 25   | 21   | 22   | 23   | 24   | 25   | 26   | 27   |
| 26   | 28   | 29   | 30   |      |      |      |      |

| Juli | Juli | Juli | Juli | Juli | Juli | Juli | Juli |
| Kw   | Mo   | Di   | Mi   | Do   | Fr   | Sa   | So   |
| ---- | ---- | ---- | ---- | ---- | ---- | ---- | ---- |
| 26   |      |      |      | 1    | 2    | 3    | 4    |
| 27   | 5    | 6    | 7    | 8    | 9    | 10   | 11   |
| 28   | 12   | 13   | 14   | 15   | 16   | 17   | 18   |
| 29   | 19   | 20   | 21   | 22   | 23   | 24   | 25   |
| 30   | 26   | 27   | 28   | 29   | 30   | 31   |      |

| August | August | August | August | August | August | August | August |
| Kw     | Mo     | Di     | Mi     | Do     | Fr     | Sa     | So     |
| ------ | ------ | ------ | ------ | ------ | ------ | ------ | ------ |
| 30     |        |        |        |        |        |        | 1      |
| 31     | 2      | 3      | 4      | 5      | 6      | 7      | 8      |
| 32     | 9      | 10     | 11     | 12     | 13     | 14     | 15     |
| 33     | 16     | 17     | 18     | 19     | 20     | 21     | 22     |
| 34     | 23     | 24     | 25     | 26     | 27     | 28     | 29     |
| 35     | 30     | 31     |        |        |        |        |        |

| September | September | September | September | September | September | September | September |
| Kw        | Mo        | Di        | Mi        | Do        | Fr        | Sa        | So        |
| --------- | --------- | --------- | --------- | --------- | --------- | --------- | --------- |
| 35        |           |           | 1         | 2         | 3         | 4         | 5         |
| 36        | 6         | 7         | 8         | 9         | 10        | 11        | 12        |
| 37        | 13        | 14        | 15        | 16        | 17        | 18        | 19        |
| 38        | 20        | 21        | 22        | 23        | 24        | 25        | 26        |
| 39        | 27        | 28        | 29        | 30        |           |           |           |

| Oktober | Oktober | Oktober | Oktober | Oktober | Oktober | Oktober | Oktober |
| Kw      | Mo      | Di      | Mi      | Do      | Fr      | Sa      | So      |
| ------- | ------- | ------- | ------- | ------- | ------- | ------- | ------- |
| 39      |         |         |         |         | 1       | 2       | 3       |
| 40      | 4       | 5       | 6       | 7       | 8       | 9       | 10      |
| 41      | 11      | 12      | 13      | 14      | 15      | 16      | 17      |
| 42      | 18      | 19      | 20      | 21      | 22      | 23      | 24      |
| 43      | 25      | 26      | 27      | 28      | 29      | 30      | 31      |

| November | November | November | November | November | November | November | November |
| Kw       | Mo       | Di       | Mi       | Do       | Fr       | Sa       | So       |
| -------- | -------- | -------- | -------- | -------- | -------- | -------- | -------- |
| 44       | 1        | 2        | 3        | 4        | 5        | 6        | 7        |
| 45       | 8        | 9        | 10       | 11       | 12       | 13       | 14       |
| 46       | 15       | 16       | 17       | 18       | 19       | 20       | 21       |
| 47       | 22       | 23       | 24       | 25       | 26       | 27       | 28       |
| 48       | 29       | 30       |          |          |          |          |          |

| Dezember | Dezember | Dezember | Dezember | Dezember | Dezember | Dezember | Dezember |
| Kw       | Mo       | Di       | Mi       | Do       | Fr       | Sa       | So       |
| -------- | -------- | -------- | -------- | -------- | -------- | -------- | -------- |
| 48       |          |          | 1        | 2        | 3        | 4        | 5        |
| 49       | 6        | 7        | 8        | 9        | 10       | 11       | 12       |
| 50       | 13       | 14       | 15       | 16       | 17       | 18       | 19       |
| 51       | 20       | 21       | 22       | 23       | 24       | 25       | 26       |
| 52       | 27       | 28       | 29       | 30       | 31       |          |          |

## Ereignisse

### Politik und Weltgeschehen

#### Nord- und Osteuropa
- 17. Mai: Die dem Deutschen Orden unterstehende Livländische Konföderation schließt in Wilna eine Zehn-Jahres-Allianz mit dem Großfürstentum Litauen, das sich seit dem Vorjahr im Krieg mit dem Großfürstentum Moskau unter Iwan III. befindet.
- 27. August: Wolter von Plettenberg, Hochmeister des Deutschen Ordens, siegt in der Schlacht an der Seriza mit einem aus Ordensrittern, Landsknechten und lettischen und estnischen Bauern bestehenden Heer über die zahlenmäßig weit überlegene Armee des Großfürstentums Moskau und der Republik Pskow unter dem Befehl von Wassili Wassiljewitsch Schuiski und Daniel Wassiljewitsch Schtschenja. Die livländischen Truppen belagern daraufhin Pskow und ziehen weiter nach Ostrow, haben allerdings mit der sich im Lager ausbreitenden Ruhr zu kämpfen.
- 25. Oktober: Im Privileg von Mielnik räumt König Alexander von Polen im Gegenzug für die polnische Krone dem polnischen Senat politische Vorrechte ein. Mit der Union von Mielnik soll eine über die bisherige Personalunion hinausgehende Realunion zwischen dem Königreich Polen und dem Großfürstentum Litauen verwirklicht werden und die wichtigsten Entscheidungen in Polen-Litauen sollten fortan nicht mehr vom König, sondern vom Senat getroffen werden. Die Union von Mielnik wird jedoch zunächst nicht umgesetzt, da sich insbesondere in Litauen gegen sie Widerstand regt. Auf der anderen Seite schickt Polen auch kaum Soldaten in den litauischen Kampf gegen Moskau.

#### Heiliges Römisches Reich
- 13. Juli: Basel tritt mit seinen Untertanengebieten der Eidgenossenschaft als elfter Ort bei.
- 19. August: Aufgrund seiner aktiven Teilnahme am Schwabenkrieg 1499 wird der schon seit 1454 verbündete Stadtstaat Schaffhausen in die Eidgenossenschaft aufgenommen.

#### Süd- und Westeuropa

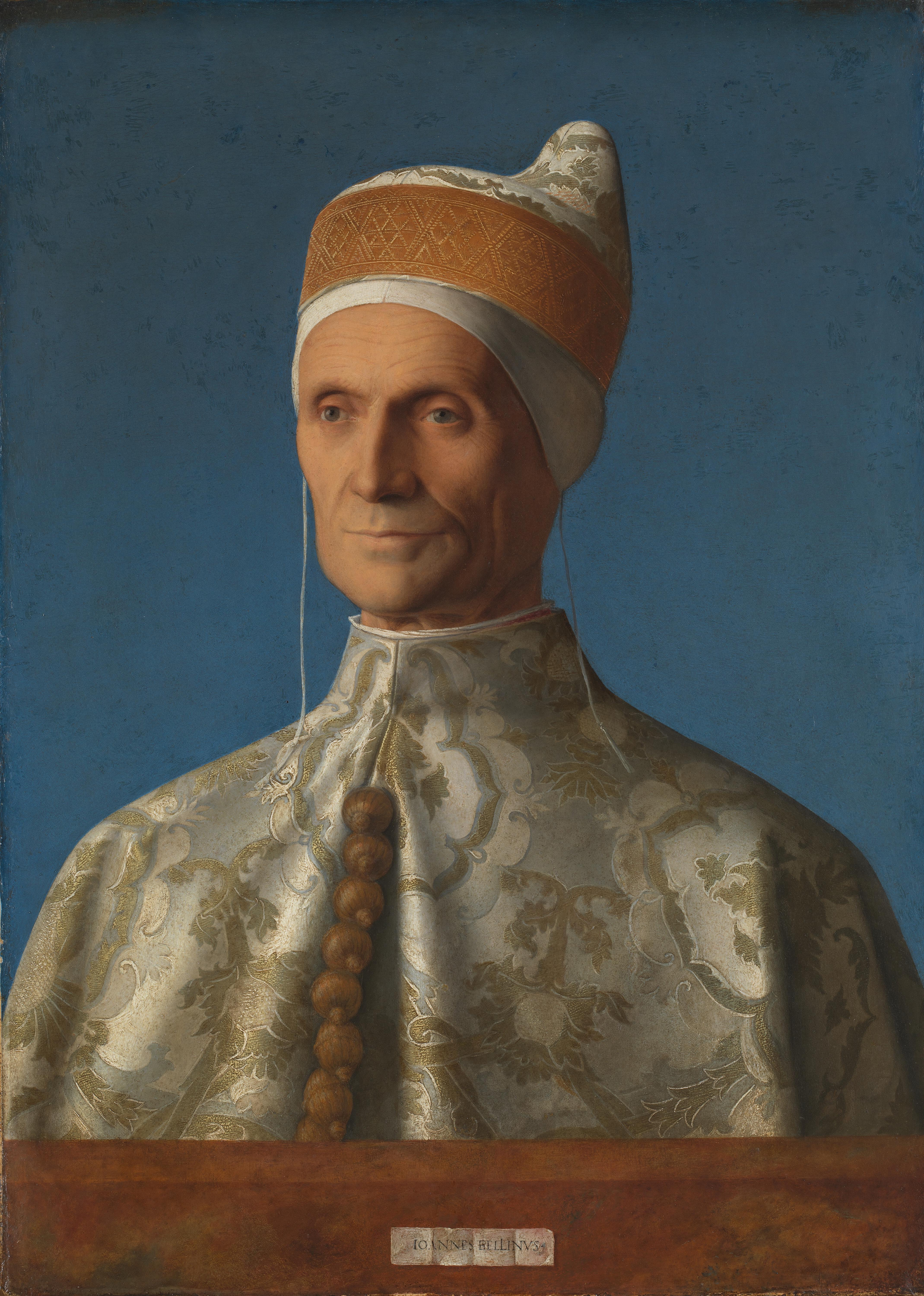
Bellini: Porträt des Dogen Leonardo Loredan, 1501

- 20. September: Agostino Barbarigo, Doge der Republik Venedig, stirbt. Zu seinem Nachfolger wird bei der am 27. September beginnenden Wahl nach sechs Runden Leonardo Loredan bestimmt.
- Ferdinand von Aragón entsendet in Absprache mit Ludwig XII. von Frankreich unter dem Vorwand eines Kreuzzuges gegen das Osmanische Reich seinen Feldherrn Gonzalo Fernández de Córdoba y Aguilar nach Süditalien. Dieser erobert das Königreich Neapel und vertreibt Ferdinands Cousin Friedrich I. vom Thron. Aragón und Frankreich teilen das Königreich untereinander auf.

#### Ägypten

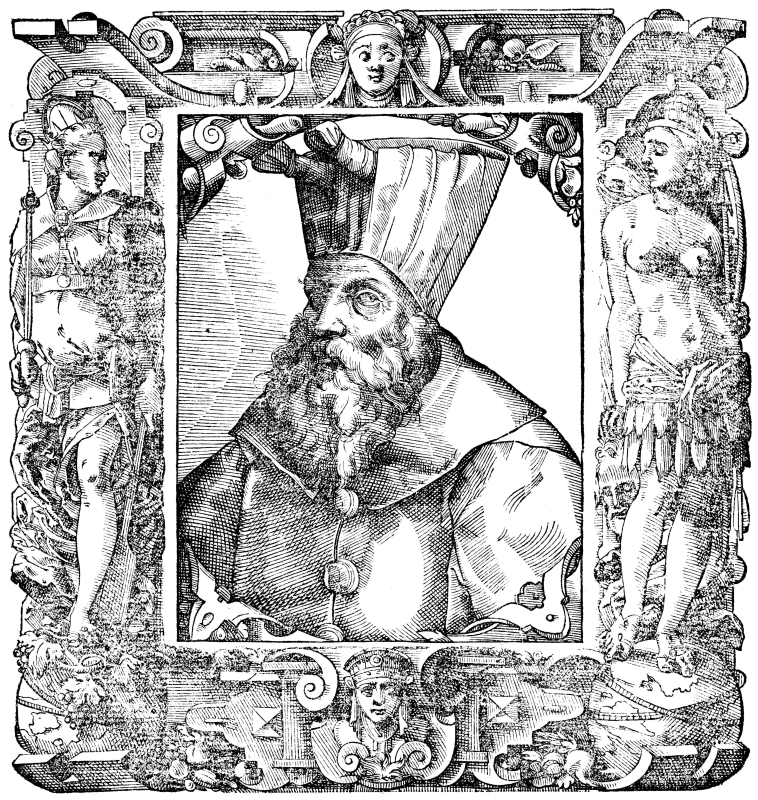
al-Ghuri (Porträt von Paolo Giovio)

Nach mehreren Machtwechseln wird Al-Aschraf Qansuh (II.) al-Ghuri aus der Burdschiyya-Dynastie Sultan des Mamluken-Reichs in Ägypten. Ihm gelingt die Befriedung des Landes und die erneute Durchsetzung staatlicher Autorität. Er erweitert das Heer der Mamluken und stellt vermehrt Söldner in seine Dienste. Außerdem lässt er im Roten Meer eine Flotte bauen und schließt Bündnisse mit den benachbarten arabischen Staaten, um der vermehrten Handelskonkurrenz der Portugiesen nach der Entdeckung des Seewegs nach Indien zu begegnen.

#### Asien

Schah Ismail I., Porträt von Cristofano dell’Altissimo

Ismail I. wird zum Schah des Iran gekrönt. Täbris wird Hauptstadt des neu entstandenen Reichs unter der Safawiden-Dynastie, in dem die Zwölferschia als Staatsreligion eingeführt wird.

#### Europäische Kolonien

##### Portugal
- 5. März: Seeweg nach Indien: Eine dritte portugiesische Flotte unter dem Kommando von João da Nova läuft in Richtung Portugiesisch-Indien aus. Zwischen dem 13. und dem 15. Mai gelingt die Entdeckung der Insel Conceição.
- 14. Mai: Drei portugiesische Karavellen unter dem Befehl von Gonçalo Coelho stechen in Lissabon auf den Spuren von Pedro Álvares Cabral in See. An Bord befindet sich unter anderem auch Amerigo Vespucci.
- 1. November: Coelhos Expedition segelt in eine Bucht der neuen Welt ein, die den Namen Allerheiligenbucht erhält. An ihr entsteht Jahre später die Stadt Salvador da Bahia. Möglicherweise sichtet die Expedition in diesem Jahr auch die Falklandinseln.

##### Spanien
- 3. September: Nicolás de Ovando wird als Nachfolger von Francisco de Bobadilla, dem es nicht gelungen ist, die westindischen Territorien zu befrieden und die aufständischen Kolonisten im Sinne der Krone der spanischen Zentralverwaltung zu unterstellen, zum Statthalter der spanischen Kolonien in der „Neuen Welt“ ernannt.

#### Entdeckungsreisen
Ludovico de Varthema bricht von Venedig aus zu einer Reise nach Asien auf. Sie führt ihn vorerst per Schiff nach Alexandria in Ägypten, von wo er schon bald nach Kairo weiterreist. Nach wohl nur kurzem Aufenthalt reist er nach Beirut und von dort nach Damaskus, wo er viele Monate bleibt und die arabische Sprache erlernt.

### Wirtschaft
- 1. März: Franz von Taxis wird Hauptpostmeister in den Burgundischen Niederlanden.
- In Schrattenthal entsteht unter der Herrschaft der Eyczinger die erste Buchdruckerei in Niederösterreich.

### Wissenschaft und Technik

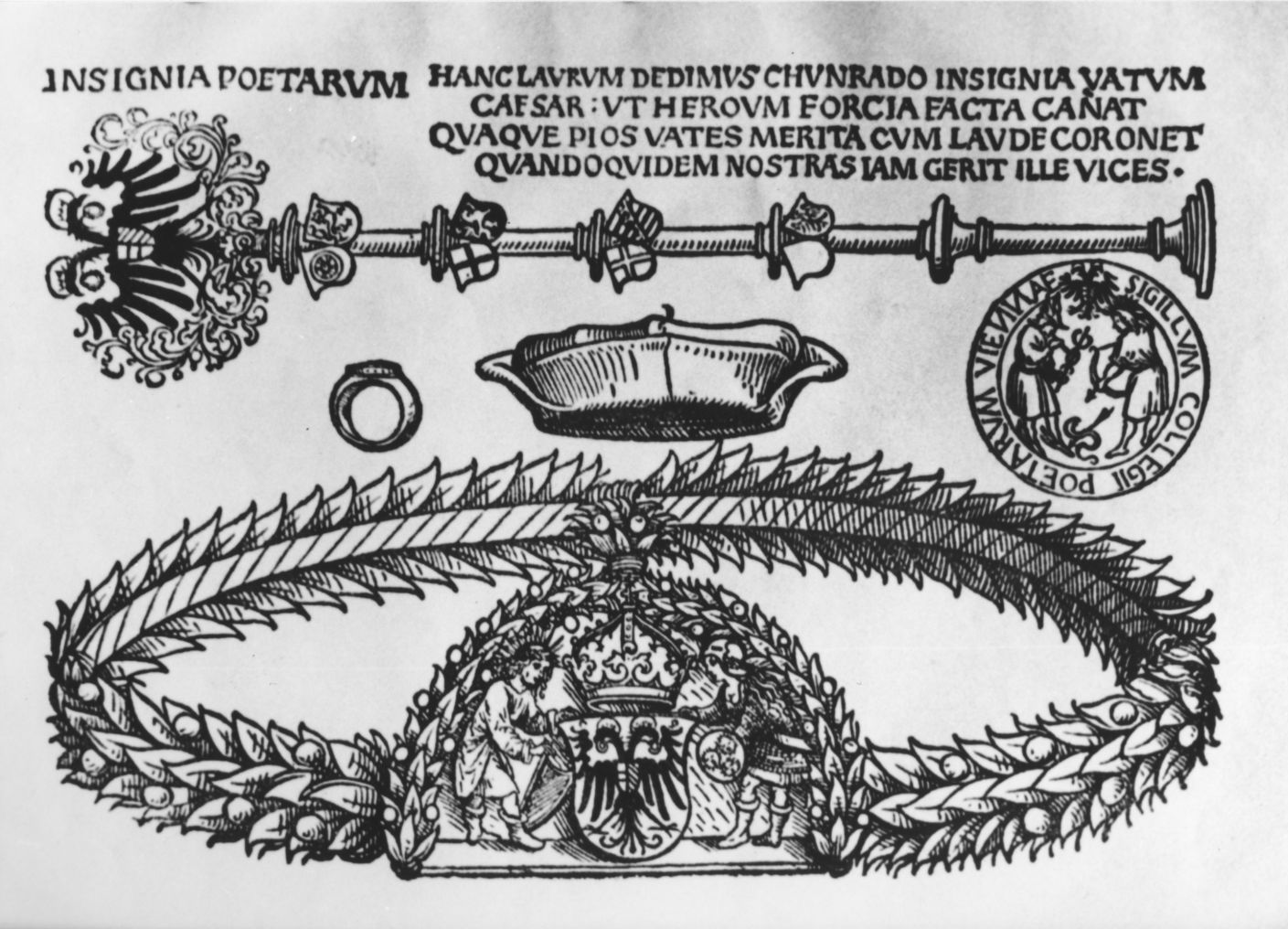
Hans Burgkmair der Ältere:
Die Insignien des Poetenkollegs

- Das Collegium poetarum et mathematicorum, eine Studiengemeinschaft zur Förderung humanistischer Bildung, wird vom römisch-deutschen König Maximilian I. auf Initiative des Dichters Konrad Celtis an der Universität Wien als Alternative zum Studium an der traditionellen Artistenfakultät gegründet. Es hat vier Lehrstühle: Für Poetik, Rhetorik sowie zwei für mathematisch-naturwissenschaftliche Fachgebiete.
- Jakob Wimpfeling verfasst das Geschichtswerk Germania.
- In der Druckerei des Aldus Manutius wird für eine Ausgabe der Werke Vergils erstmals Kursivschrift verwendet. Sowohl Manutius als auch sein Schriftschneider Francesco Griffo reklamieren die Erfindung später für sich.
- Buchdruck in Venedig: Ottaviano dei Petrucci erfindet den Notendruck mit beweglichen Lettern. Um 1501 veröffentlicht er unter dem Titel Harmonice Musices Odhecaton seinen ersten Notendruck, Partituren von Canzonen bekannter Komponisten im mehrstimmigen Satz.

Notendruck durch bewegliche Metalltypen
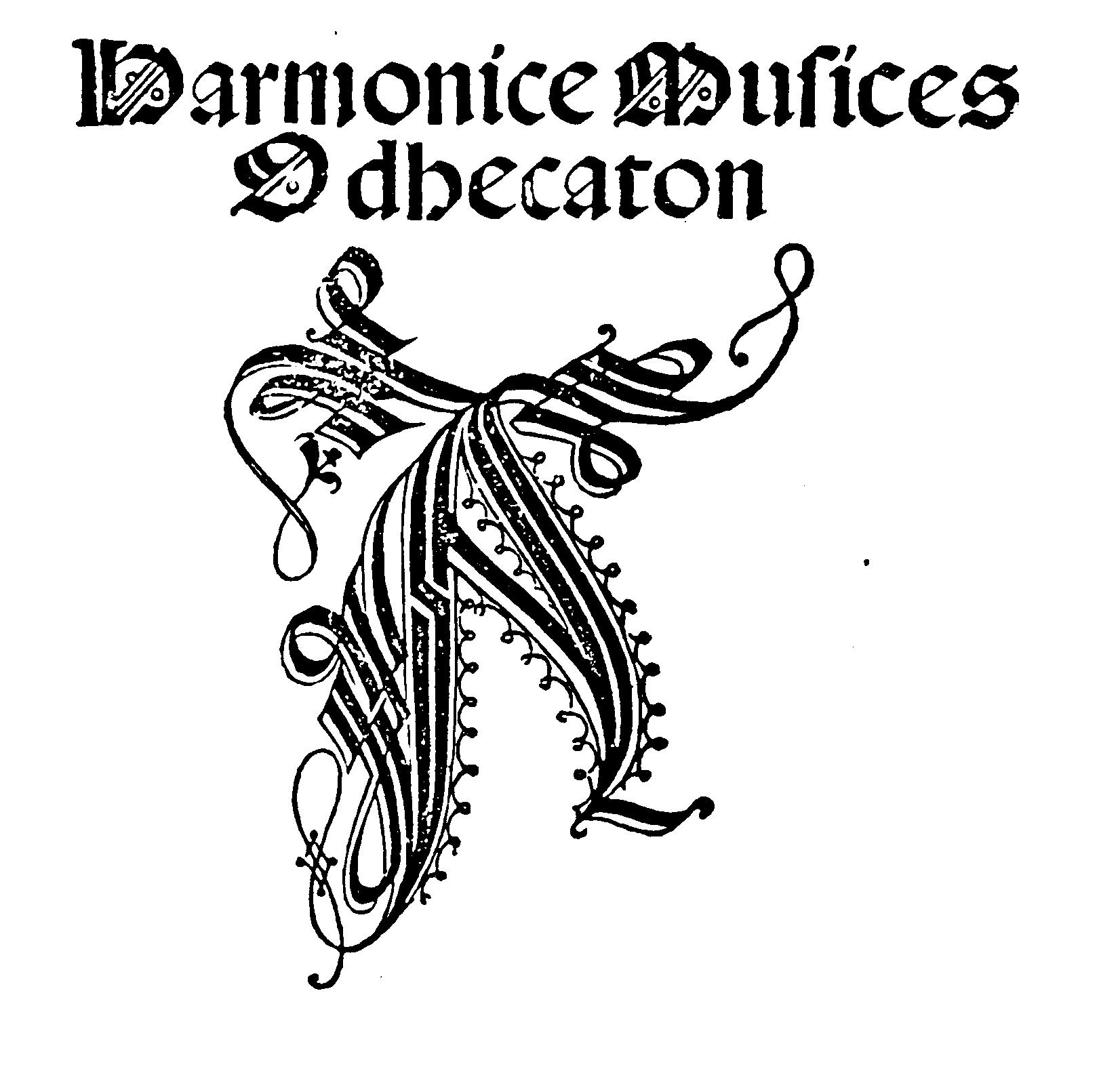
Frontispiz der von Petrucci gedruckten Harmonice Musices, um 1501
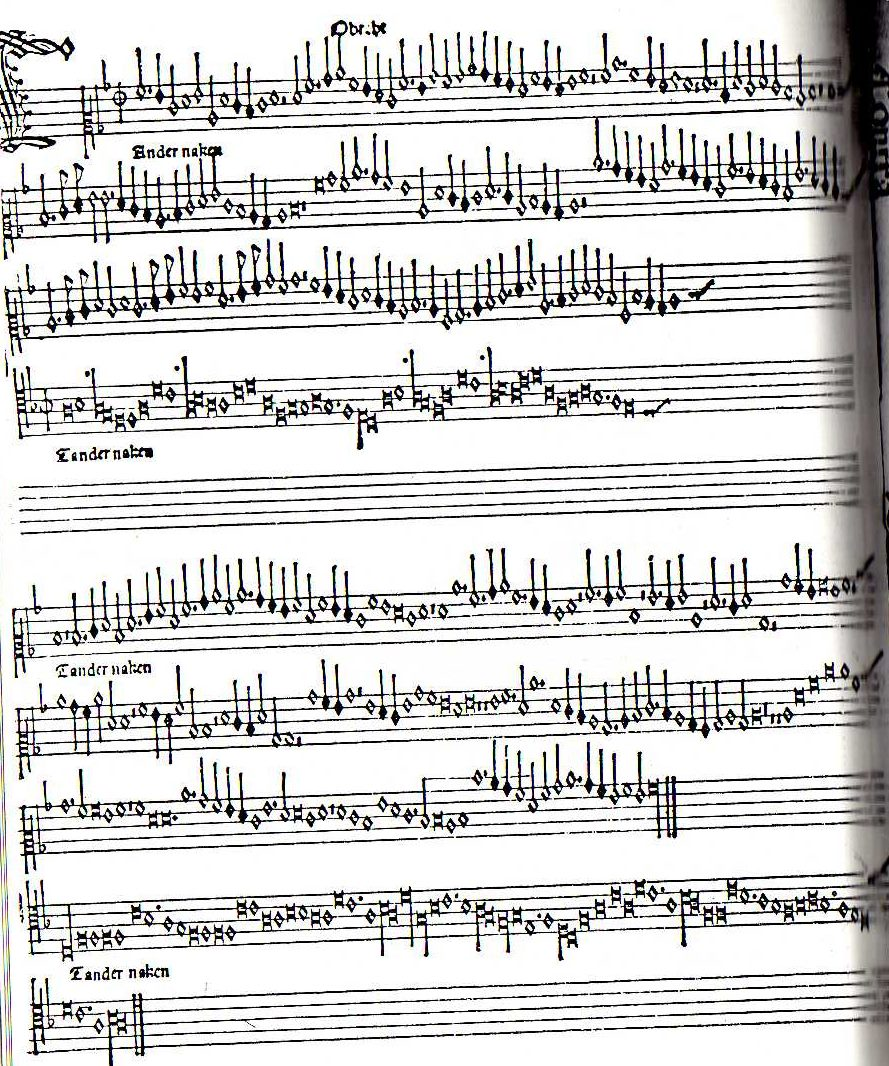
Beispiel: T’Andernaken, gesetzt von Jacob Obrecht

### Kultur

#### Architektur
- Das Welfenschloss Münden wird errichtet.

#### Bildende Kunst
- 13. September: Die Pala vom seligen Nikolaus von Tolentino, ein großes Altargemälde für die Kapelle Baronci in der Kirche Sant’Agostino in Città di Castello, wird fertiggestellt. Raffael und Evangelista da Pian di Meleto haben den Auftrag gemeinsam Ende des Vorjahres erhalten.
- Nach seiner Rückkehr von Rom nach Florenz erhält Michelangelo Buonarotti von der einflussreichen Arte della Lana, der Wollweberzunft, den Auftrag für eine kolossale Davidstatue. Ihm steht ein riesiger Marmorblock aus Carrara zur Verfügung, der seit 1468 im Domgarten lagert. Vorher hatten bereits die Bildhauer Agostino di Duccio (1464) und Antonio Rossellino (1476) den wuchtigen Block in grob behauenem Zustand belassen und aufgegeben. Michelangelos Arbeit an der Statue dauert bis 1504.
- Anlässlich dessen Amtsübernahme fertigt Giovanni Bellini in Öl und Tempera auf Pappelholz das Porträt des Dogen Leonardo Loredan.

#### Literatur

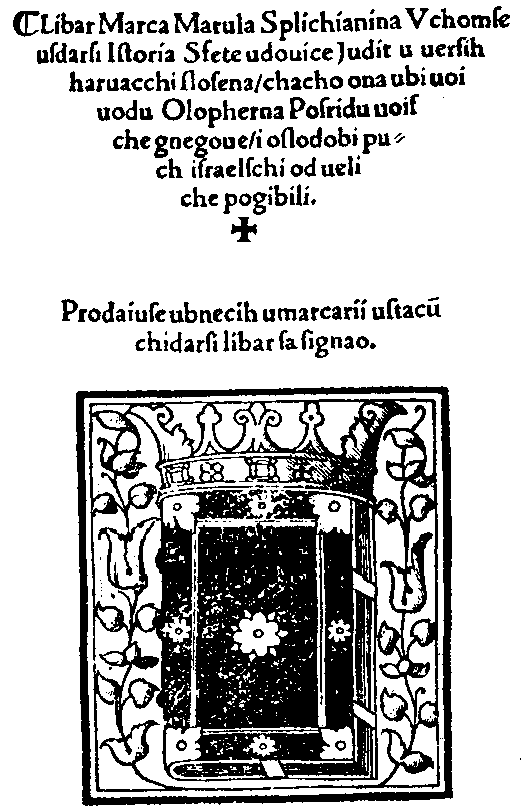
Judita

#### Musik
- 1. Juni: Antoine Brumel, der nach Savoyen zurückgekehrt ist, erhält eine Anstellung als Kapellsänger bei Herzog Philibert II.
- 24. Juni: Jacob Obrecht wirkt in Antwerpen als Vikar und Sänger an der Marienkirche und als Chorleiter für die dortige Marienbruderschaft.
- 17. September: Jean Mouton, der zuvor an der Kathedrale von Amiens tätig war, wird an der Kollegiatkirche Saint-André in Grenoble angestellt, um die Kapellknaben „in organo et planu cantu“ (deutsch: im Orgelspiel und Gesang) auszubilden.
- 4. November: Als Mitglieder der Grande Chapelle des burgundisch-habsburgischen Hofs begleiten Alexander Agricola und Pierre de la Rue ihren Herrn Herzog Philipp den Schönen auf dessen erster Reise nach Spanien. Die Reise führt von Brüssel über Paris, Blois und Orléans nach Spanien, wo sich die Hofgesellschaft für viele Monate am Hof von Ferdinand II von Aragón aufhält. In Frankreich und Spanien wirkt die Hofkapelle an vielen prunkvollen Messfeiern mit mehrstimmiger Musik mit, zum Teil im Wechsel mit der französischen Hofkapelle.
- 13. November: Nicolas Champion wird Mitglied der Grande Chapelle des burgundisch-habsburgischen Hofs von Herzog Philipp dem Schönen in Mecheln und Brüssel. In diesem Ensemble wirkt er als Sänger und Kaplan.
- 25. November: Für den an diesem Tag stattfindenden Empfang Philipps des Schönen in Paris komponiert Loyset Compère die Motette Gaude prole regia.
- Josquin Desprez wechselt nach Ausscheiden aus der päpstlichen Kapelle an die Hofkapelle des französischen Königs Ludwig XII.

### Gesellschaft
- 31. Oktober: Cesare Borgia veranstaltet angeblich in Anwesenheit seines Vaters, Papst Alexander VI., und seiner Schwester Lucrezia ein Bankett im Apostolischen Palast in Rom, das im Laufe des Abends zu einer Orgie ausartet. Die Authentizität des unter anderem von Johannes Burckard in seinem Liber notarum geschilderten Kastanienbanketts wird heute angezweifelt und die Schilderungen überwiegend antipäpstlicher Propaganda zugeschrieben.

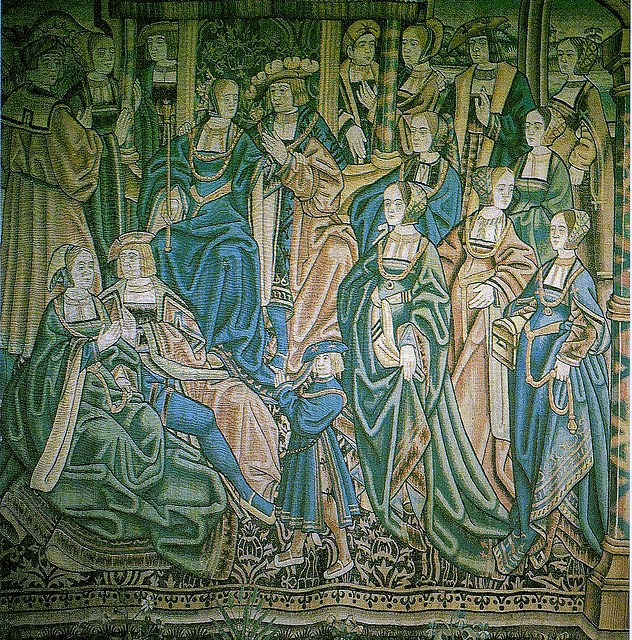
Flämischer Wandteppich, Katharina und Arthur bei ihrer Hochzeit

- 14. November: Kurz nach seinem 14. Geburtstag heiratet der englische Thronfolger Arthur Tudor die neun Monate ältere Katharina von Aragón. Am 21. Dezember zieht das junge Ehepaar nach Ludlow an der walisisch-englischen Grenze, um seinen eigenen Hof zu unterhalten.
- Petrus Martyr von Anghiera reist als spanischer Botschafter über Venedig nach Alexandria an den Hof des Sultans von Ägypten.

### Religion
Der iranische Schah Ismail I. aus der Dynastie der Safawiden zwingt nach der Eroberung von Täbris bei Androhung der Todesstrafe alle sunnitischen Bewohner Irans einschließlich Aserbaidschan zur Annahme des zwölferschiitischen Islam, dem bis heute in der Region die überwiegende Mehrheit der Bevölkerung angehört.

### Katastrophen
Im Juli und August kommt es zu einem verheerenden Hochwasser im Alpenvorraum und an der Donau sowie an Elbe und Oder. Vergleichbar hohe Wassermengen und Pegelstände hat es nur beim Magdalenenhochwasser 1342 und bei den Hochwassern von 1954 und 1902 gegeben, erst 2013 werden in Regensburg und Passau die Wasserstände von 1501 übertroffen. (Die Wiener Donauregulierung des Jahres 1972 wird auf die Durchflussmenge des Jahres 1501 ausgerichtet.)

## Historische Karten und Ansichten

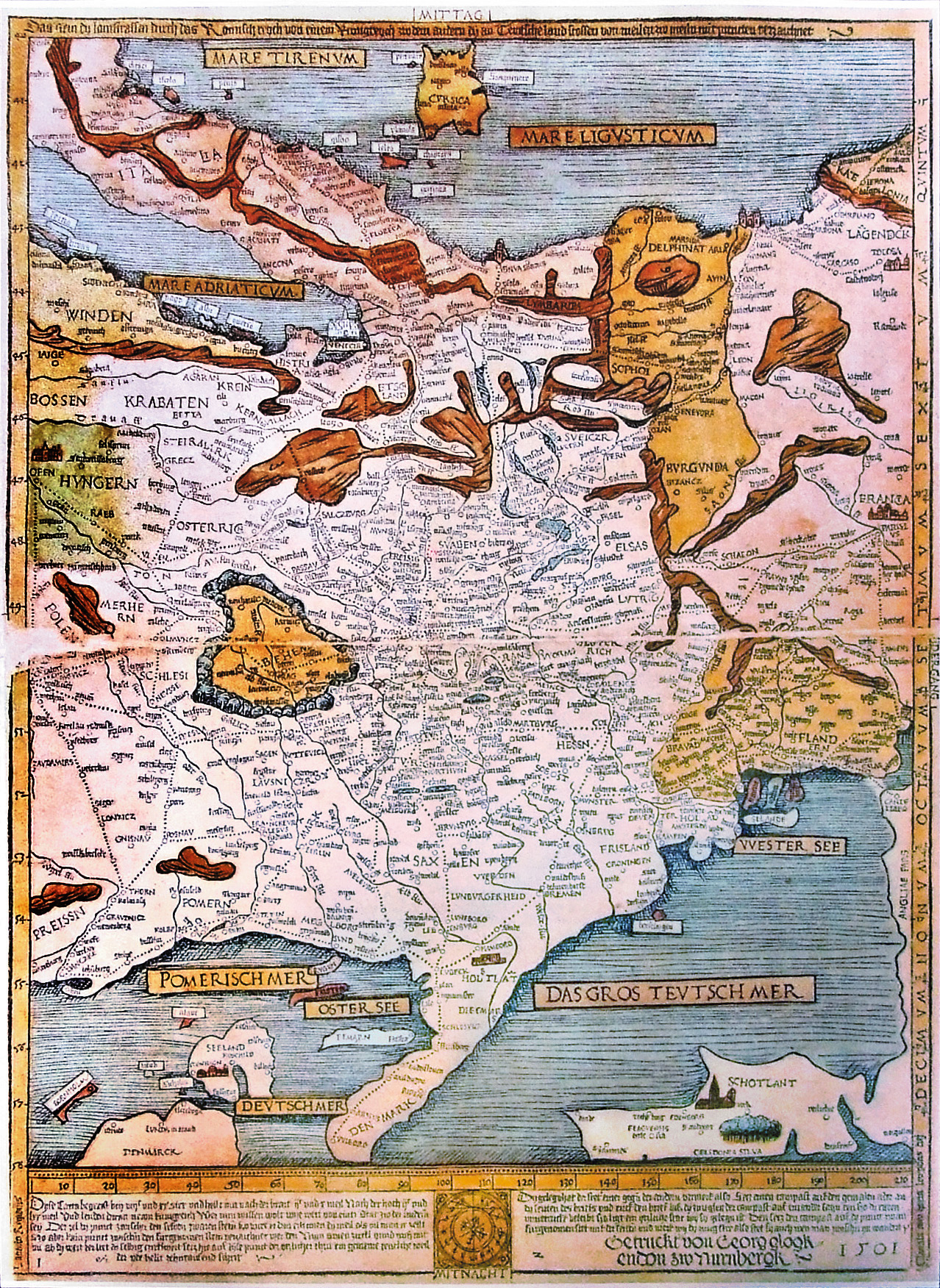
Die zweite Variante der Romwegkarte von Erhard Etzlaub (nach Süden orientiert)

## Geboren

### Geburtsdatum gesichert
- 17. Januar: Leonhart Fuchs, deutscher Pflanzenkundler und Mediziner († 1566)
- 24. Januar: Jakob Milich, deutscher Mathematiker und Mediziner († 1559)
- 02. Februar: Theodor Fabricius, deutscher evangelischer Theologe und Reformator († 1570)
- 24. Februar: Sixtus Birck, deutscher Dramatiker († 1554)
- 12. März: Pietro Andrea Mattioli, italienischer Arzt und Botaniker († 1578)
- 19. April: Erasmus Sarcerius, deutscher lutherischer Theologe und Reformator († 1559)
- 06. Mai: Marcello Cervini, der spätere Papst Marcellus II. († 1555)
- 18. Juli: Isabella von Österreich, dänische Königin († 1526)
- 01. August: Johann Glandorp, deutscher Humanist, Pädagoge, Dichter, evangelischer Theologe und Reformator († 1564)
- 01. August: Veit Winsheim, deutscher Rhetoriker, Philologe, Mediziner und Gräzist († 1570)
- 06. August: Hieronymus Frobenius, Schweizer Buchdrucker und Verleger († 1563)
- 17. August: Philipp II., Graf von Hanau-Münzenberg († 1529)
- 24. September: Gerolamo Cardano, italienischer Arzt, Mathematiker und Erfinder († 1576)
- 01. Oktober: Wolfgang zu Stolberg, deutscher Politiker († 1552)
- 04. November: Pietro Bertani, Kardinal der römisch-katholischen Kirche († 1558)
- 14. November: Anna von Oldenburg, Regentin in Ostfriesland († 1575)
- 02. Dezember: Barnim IX., Herzog von Pommern-Stettin († 1573)
- 02. Dezember: Munjeong, Königin des Joseon-Reichs († 1565)

### Genaues Geburtsdatum unbekannt
- Jo Sik, koreanischer Philosoph und Schriftsteller († 1572)
- Matthäus Ratzenberger, deutscher Arzt und Reformator († 1559)
- Sahib I. Giray, Khan der Krim († 1551)
- Francesco Stancaro, italienischer Humanist, Mediziner, Hebraist, unitarischer Theologe und Reformator († 1574)
- Perino del Vaga, italienischer Maler und Stuckateur († 1547)
- Thomas Wentworth, 1. Baron Wentworth, englischer Politiker († 1551)
- Yi Hwang, koreanischer Philosoph und Schriftsteller († 1570)

### Geboren um 1501
- Cyriacus Kale, Braunschweiger Hansekaufmann († nach 1533)

## Gestorben

### Erstes Halbjahr
- 03. Januar: Mir ʿAli Schir Nawāʾi, zentralasiatischer Politiker, Bauherr, Mystiker und Dichter am Hofe der Timuriden (* 1441)
- 27. Januar: Thomas Langton, Bischof von St. Davids, Salisbury und Winchester

- 01. Februar: Siegmund von Bayern, Herzog von Bayern-München, (* 1439)
- 25. Februar: Margarete von Bayern, Kurfürstin von der Pfalz (* 1456)
- 27. Februar: Dorothea von Hof, Konstanzer Patrizierin und Schreiberin (* 1458)

- 26. März: Dietrich Basedow, Lübecker Ratsherr, Kaufmann und Mitglied der Zirkelgesellschaft (* um 1420)
- 28. März: Jean de La Tour, Graf von Auvergne (* 1467)
- 28. März: Martin Prenninger, genannt Martin Uranius, deutscher Humanist und Rechtsgelehrter (* um 1450)
- 30. März: Heinrich III. Groß von Trockau, Fürstbischof von Bamberg (* vor 1451)

- 08. April: Hermann von Wickede II, Bürgermeister der Hansestadt Lübeck und Mitglied der Zirkelgesellschaft (* 1436)
- 22. April: Domenico della Rovere, Kardinal der katholischen Kirche (* 1442)

- 08. Juni: George Gordon, 2. Earl of Huntly, schottischer Peer und Lordkanzler von Schottland (* um 1441)
- 17. Juni: Johann I. Albrecht, König von Polen (* 1459)
- 22. Juni: Ulrich Kreidweiß, Priester und Generalvikar in Köln

### Zweites Halbjahr
- 05. Juli: Cimburga von Baden, badische Markgräfin, Gräfin von Nassau-Dillenburg (* 1450)
- 13. Juli: Margarete von Sachsen, Kurfürstin von Brandenburg (* 1449)

- 05. August: Juan López, Kardinal der katholischen Kirche (* 1455)
- 10. August: Heinrich Quentell, Kölner Buchdrucker
- 15. August: Konstantinos Laskaris, byzantinischer Gelehrter, klassischer Philologe und Humanist (* 1434)
- 20. August: Otto II. von Königsmarck, Bischof von Havelberg (* 1428)
- 27. August: Thomas Grote, Bischof von Lübeck (* um 1425)

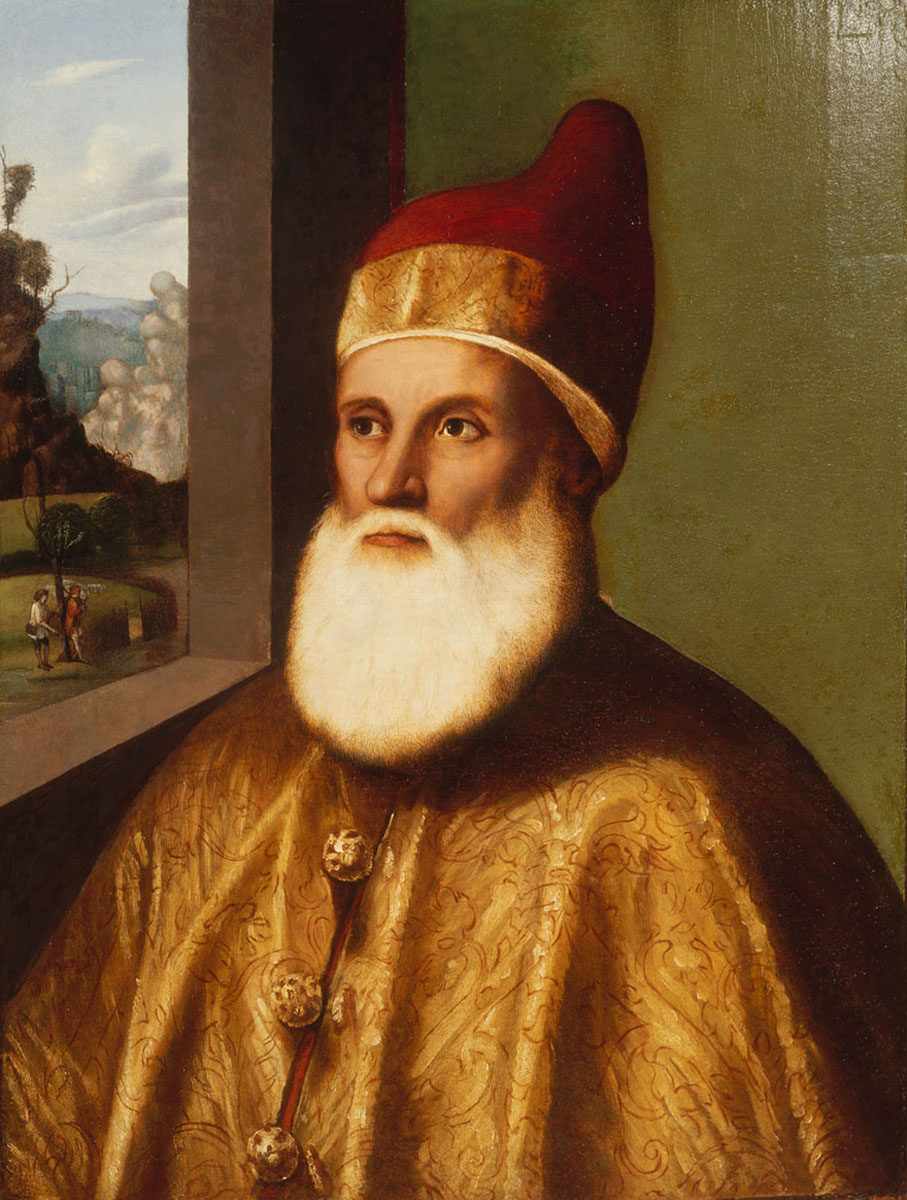
Porträt Agostino Barbarigos (von Giovanni Bellini)

- 20. September: Agostino Barbarigo, Doge von Venedig (* 1419)
- 20. September: Thomas Grey, 1. Marquess of Dorset, englischer Adeliger, Stiefsohn von Eduard IV. (* um 1455)
- 28. September: Jean Cordier, niederländischer Tenorsänger (* 1440)
- 12. Oktober: Matteo Civitali, italienischer Bildhauer und Maler (* 1436)

- 06. November: Giovanni della Rovere, Signore von Senigallia in den Marken (* 1457)
- 19. November: Amalia von Sachsen, Herzogin von Bayern-Landshut (* 1436)
- 000November: John Kendal, englischer Ritter
- 30. Dezember: Konrad Stolle, Erfurter Chronist (* 1436)

### Genaues Todesdatum unbekannt
- Gaspar Corte-Real, portugiesischer Seefahrer (* 1450)
- Francesco di Giorgio Martini, italienischer Maler, Bildhauer, Architekt und Architekturtheoretiker (* 1439)
- Peter von Koblenz, deutscher Baumeister und Steinmetz (* um 1440)
- Jan Ostroróg, Wojewode von Posen, politischer Schriftsteller und Berater der polnischen Könige (* 1436)
- Somphu, Herrscher des laotischen Königreichs von Lan Xang (* 1486)
- Ludeke von Thünen, Bürgermeister der Hansestadt Lübeck (* vor 1432)